# Marek Ołdakowski
Marek Ołdakowski (ur. 26 lipca 1936, zm. 22 stycznia 2012) – polski pisarz, publicysta i dziennikarz, specjalizujący się w problematyce społecznej i sportowej. Pracował m.in. dla tygodnika Piłka Nożna i Przeglądu Sportowego. Jest autorem kilku powieści (Bez makijażu, Blesso, Adonis i inni, Obok, Kuratela, Wysypisko, We mgle), a także współautorem książek reporterskich.